# بلانيس
بلدية إبلناصة أو (نقحرة: بلانيس) (بالكاتالانية وبالإسبانية: Blanes) هي بلدية تقع في مقاطعة جرندة التابعة لسلسة كوستا برافا في منطقة كتالونيا شمال شرق إسبانيا.

## الديموغرافيا
بلغ عدد سكان بلدية إبلناصة 39.834 نسمة عام 2011 (وفقاً للمعهد الوطني الإسباني للإحصاء).
| 27.713 | 29.615 | 32.926 | 36.711 | 38.368 | 40.047 | 39.834 |

## صور إضافية

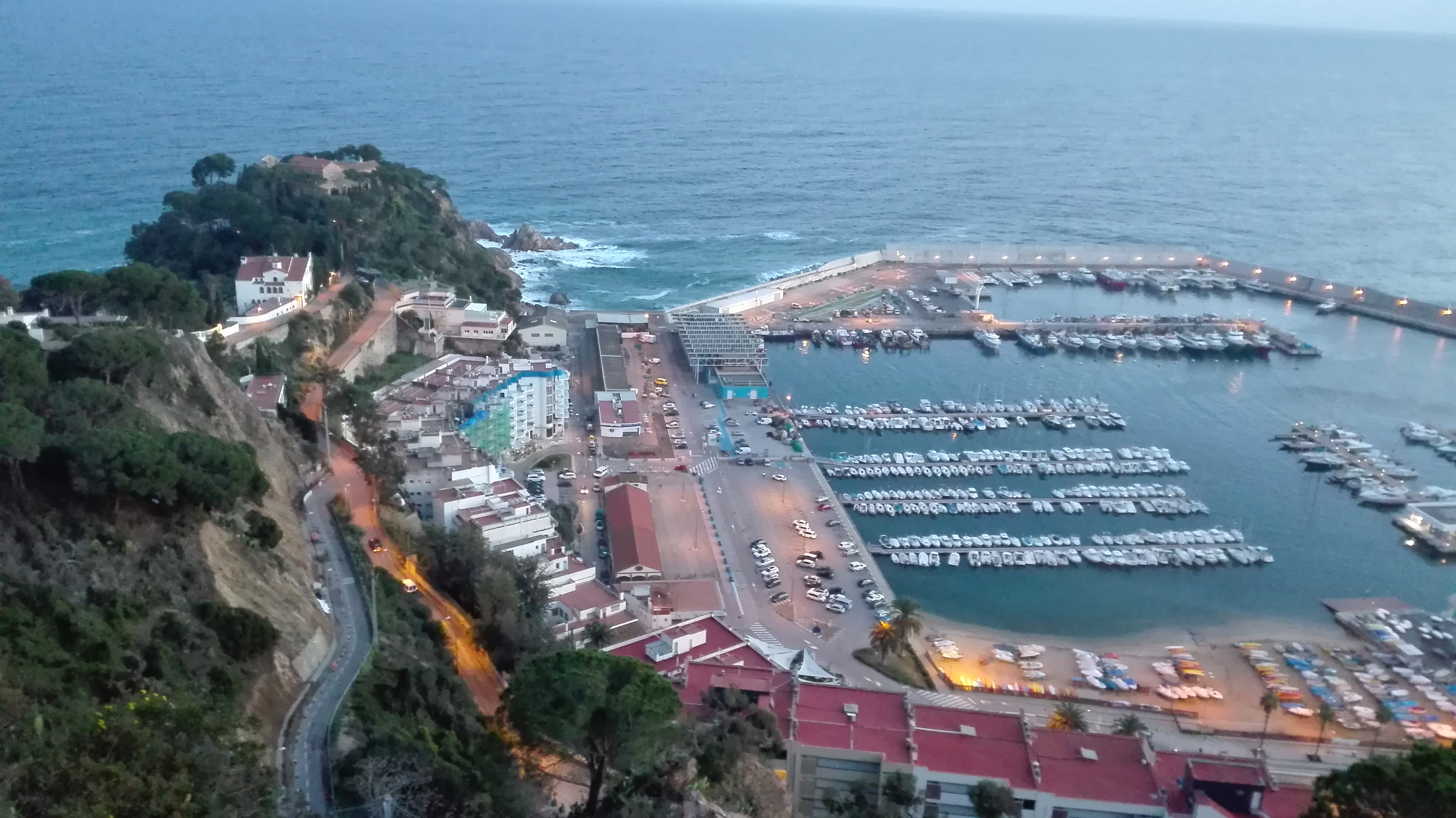
الميناء في بلانس يحتوي على قوارب صيد وتدريب
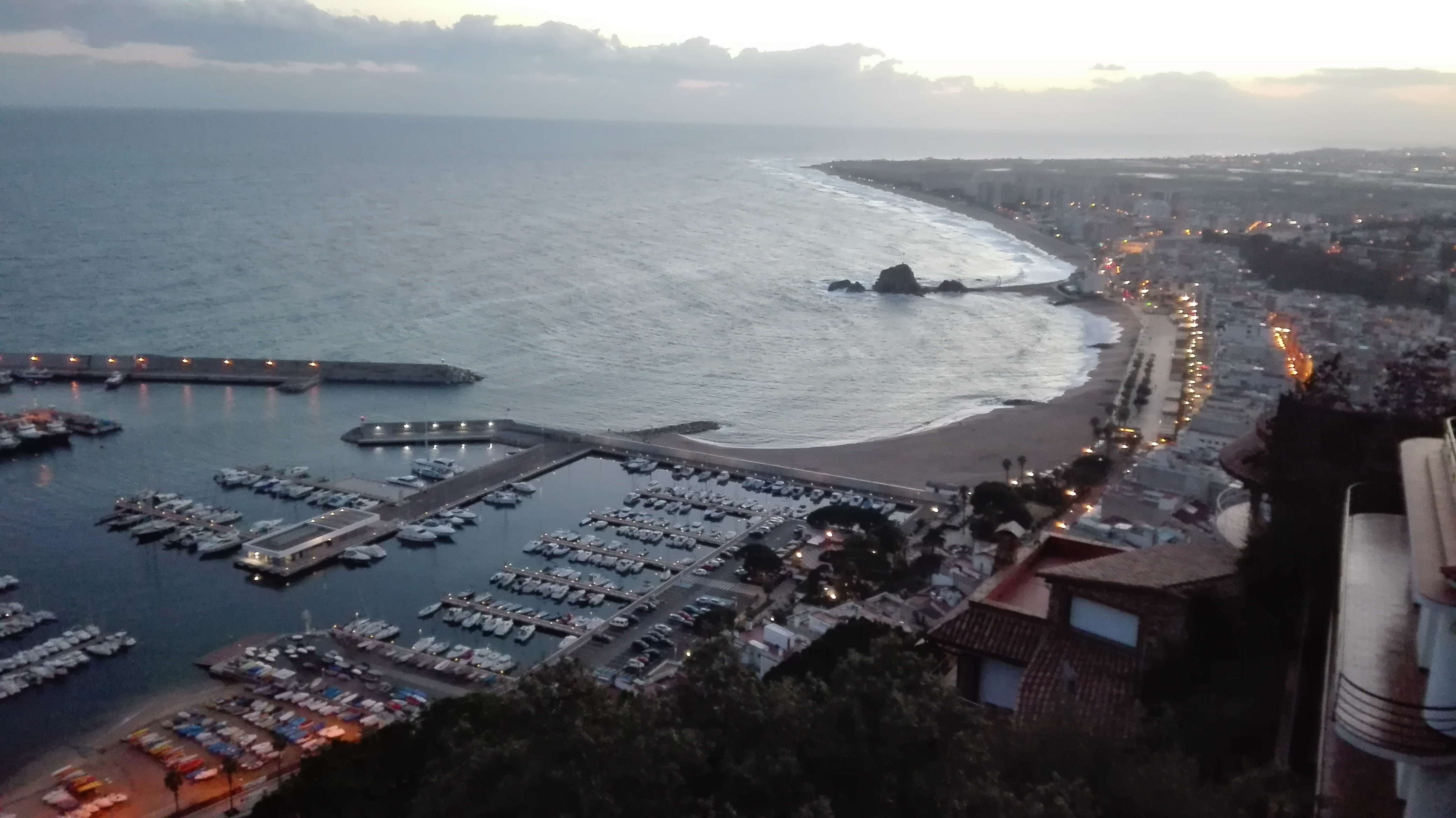
صورة للمدينة من قلعة سانت جوان المرتفعة

## أعلام
- خوسيه بارا مارتينيز
- مامادو تونكارا
- أوسكار سيرانو رودريغيز
- يواكيم تورا
- كارل فاوست
- روبن يانيز